# Kap Reynolds
Das Kap Reynolds ist ein eisbedecktes, felsiges hoch aufragendes Kap an der Scott-Küste des ostantarktischen Viktorialands. Es liegt am Nordwestufer des Geikie Inlet und markiert die Südflanke des Übergangs des David-Gletschers in die Drygalski-Eiszunge. 
Teilnehmer der Nimrod-Expedition (1907–1909) unter der Leitung des britischen Polarforschers Ernest Shackleton entdeckten es. Benannt ist es nach dem US-amerikanischen Publizisten und Abenteurer Jeremiah N. Reynolds (1799–1858), der in den 1830er Jahren die Idee einer Expedition zum Südpol entwickelt hatte.